# Gymnadenia austriaca
Gymnadenia austriaca is een Europese orchidee uit de sectie Nigritellae. Het is een typische plant van alpiene streken met een opvallende donkerrode bloem.
De plant is endemisch in de Alpen.

## Naamgeving enetymologie
- Synoniemen: Nigritella nigra subsp. austriaca Teppner & E. Klein (1990), Nigritella austriaca (Teppner & E. Klein) P. Delforge, Gymnadenia nigra subsp. austriaca (Teppner & E. Klein) Teppner & E. Klein
- Duits: Österreichisches Kohlröschen
- Frans: Nigritelle d'Autriche

De botanische naam Gymnadenia is ontleend aan het Oudgrieks en betekent zoveel als 'naakte klieren' (γυμνός, gumnos = naakt, ἀδήν, adēn = klier), wat slaat op de afwezigheid van een vliesje rond de pollinia of stuifmeelkorrels. De soortaanduiding austriaca is ontleend aan de gelatiniseerde vorm van Oostenrijk.

## Kenmerken
Gymnadenia austriaca lijkt sterk op de zustersoort Gymnadenia rhellicani, waarmee deze vroeger als de soort Nigritella nigra geclassificeerd werd. Zie aldaar voor een algemene beschrijving.
De plant is iets robuuster. De bloeiwijze heeft meer bloemen en is halfbolvormig. De bloemen zijn meestal rood tot roodpaars. De onderste schutblaadjes hebben een gave, licht gelobde rand en geen tandjes. De bloemlip is meer geopend, langer en breder dan die bij Gymnadenia rhellicani. Het spoor is zakvormig, breder of even breed als lang.
De bloeitijd is van midden juni tot midden juli.

## Habitat
Gymnadenia austriaca heeft net als Gymnadenia rhellicani een voorkeur voor kalkrijke droge bodems in volle zonlicht, zoals kalkgraslanden en alpiene weiden, tussen 1800 en 2600 m hoogte.

## Voorkomen
Gymnadenia austriaca is endemisch in de Alpen en komt voor in Oostenrijk, Zwitserland, Italië en Duitsland. De soort is zeldzaam in Frankrijk. De plant komt slechts lokaal voor, maar kan dan zeer abundant optreden.
De variëteit Gymnadenia austriaca var. iberica komt daarentegen ook westelijker voor, tot in het Centraal Massief en de Pyreneeën.

## Verwantschap en gelijkende soorten
Gymnadenia austriaca maakt samen met een vijftiental sterk gelijkende soorten deel uit van het ondergeslacht (of sectie) Nigritellae (vroeger geclassificeerd als het geslacht Nigritella) van het geslacht Gymnadenia (muggenorchissen).
Onderscheid maken tussen deze soorten is voor leken dikwijls moeilijk, want dit is gebaseerd op relatief moeilijk te onderscheiden kenmerken als de vorm en het aantal tandjes op de randen van de schutblaadjes, de vorm van de bloemlip en de vorm van het spoor.
Daarbij komen er tussen de vijftien soorten nog eens bijna evenveel hybriden voor, wat de determinatie tot op soortniveau niet vereenvoudigd. De overlap van verspreidingsgebieden is echter beperkt.
Gymnadenia austriaca kan door zijn donkere bloemen en binnen zijn verspreidingsgebied enkel verward worden met Gymnadenia rhellicani (die echter wat later bloeit, kleinere bloemen in een kegel- of eivormige aar, en getande schutblaadjes bezit) en Gymnadenia cenisia met nog kleinere bloemen en langere tandjes op de schutblaadjes.
Sectie: Gymnadeniae

G. borealis · 
G. conopsea (Grote muggenorchis) · 
G. densiflora (Dichte muggenorchis)· 
G. frivaldii · 
G. odoratissima (Welriekende muggenorchis) · 
G. pyrenaica · 
G. straminea

Sectie: Nigritellae

G. archiducis-joannis · 
G. austriaca · 
G. bicornis · 
G. buschmanniae · 
G. carpatica · 
G. cenisia · 
G. corneliana (Roze vanillieorchis) · 
G. crassinervis · 
G. dolomitensis · 
G. emeiensis · 
G. gabasiana · 
G. lithopoliticana · 
G. microgymnadenia · 
G. neottioides · 
G. nigra (Zwarte vanilleorchis) · 
G. orchidis · 
G. propinqua · 
G. rhellicani · 
G. rubra · 
G. runei · 
G. stiriaca · 
G. taquetii · 
G. widderi